# Nelle pieghe del tempo (film)
Nelle pieghe del tempo (A Wrinkle in Time) è un film del 2018 diretto da Ava DuVernay, basato sul romanzo omonimo del 1963 di Madeleine L'Engle.
Il film ha come protagonista Storm Reid nel ruolo di Margaret Murry, affiancata da un cast corale che comprende Oprah Winfrey, Reese Witherspoon, Mindy Kaling, Zach Galifianakis e Chris Pine.

## Trama

Le signore Cos'è, Chi e Quale in una scena del film

Meg Murry, studentessa di scuola media di tredici anni, lotta per adattarsi alla vita scolastica e casalinga da quando suo padre Alex, un rinomato scienziato, è misteriosamente scomparso mentre studiava astrofisica. Sia Meg che sua madre Kate credevano che egli avesse risolto la questione dell'esistenza dell'umanità e teorizzato di essere stato teleportato in un altro mondo.
Una sera, il fratello minore di Meg, Charles Wallace, accoglie la signora Cos'è, una straniera dai capelli rossi in uno stravagante abito bianco, nella casa della famiglia Murry. La signora Cos'è afferma che il tesseract, un tipo di viaggio nello spazio su cui Alex stava lavorando, è reale. Il giorno dopo, uno dei compagni di classe di Meg, Calvin O'Keefe, si unisce a loro per andare a casa della signora Chi, un'amica di Charles Wallace, una strana donna che parla solo tramite citazioni.
Quando Calvin si unisce a Meg e Charles Wallace nel loro cortile, la signora Cos'è appare con la signora Chi e un'altra donna, la signora Quale. Le tre si rivelano viaggiatrici astrali e conducono Meg, Calvin e Charles Wallace attraverso un tesseract, portandoli in un lontano pianeta di nome Uriel.
Dopo aver appreso dai fiori che Alex è stato a Uriel e da quanto è partito, la signora Cos'è si trasforma in una bellissima creatura volante verde e fa volare i bambini nell'atmosfera dove vedono un'ombra scura conosciuta come Lui. Dopo aver guadagnato la fiducia delle donne, Meg e gli altri viaggiano su un altro pianeta per incontrare un veggente chiamato Medium Felice per cercare il suo aiuto per trovare Alex.
Il Medium mostra loro che il padre di Meg è intrappolato nel pianeta Camazotz, il pianeta natale di Lui. La signora Quale spiega che Lui rappresenta tutta l'avidità, la rabbia, l'orgoglio, l'egoismo e la bassa autostima nel mondo. Mostra ai bambini esempi personali di queste caratteristiche, tra cui un amico e un vicino di Charles Wallace che viene rapinato a una fermata dell'autobus, l'estrema autocoscienza della bulla di Meg, Veronica Kiley, sul suo peso, e che Calvin, nonostante sia popolare a scuola, è costretto da suo padre a raggiungere ancora di più la perfezione. Una volta ricevuta la notizia che Alex è sul pericoloso e malvagio Camazotz, le tre Signore dicono che torneranno sulla Terra per riunirsi e decidere un piano sul da farsi, ma la forte volontà di Meg di non andarsene senza suo padre prevale sul tesseract, e li reindirizza involontariamente a Camazotz.
Al loro arrivo su Camazotz, la signora Cos'è, la signora Quale e la signora Chi scoprono di non poter rimanere perché il male di Camazotz è più forte della loro bontà. Prima di andarsene, fanno a Meg dei regali: la signora Chi le dà gli occhiali, la signora Cos'è dà ai ragazzi la conoscenza dei propri difetti, e la signora Quale consiglia ai tre di non separarsi mai.
Dopo la partenza delle Signore, Meg e Calvin vengono separati da Charles Wallace da una foresta selvaggia. Vagano disperatamente per raggiungere il muro per impedire che una tempesta e un tornado distruggano la foresta. Una volta superato il muro in modo creativo, si ricongiungono con Charles Wallace e finiscono in uno strano quartiere. Quando una signora li invita ad andare a casa sua per un pasto, Meg declina l'offerta e ricorda a Calvin e Charles Wallace di non fidarsi di nessuno a Camazotz.
Successivamente, i dintorni cambiano e i tre bambini finiscono su una spiaggia dove incontrano Lui nella sua forma di guardia del corpo, Red. Offre del cibo ai bambini, affamati, e dice loro che Alex è al sicuro e felice. Dice che non c'è nulla di cui preoccuparsi, ma Calvin e Meg si rendono conto che qualcosa non va quando Charles Wallace afferma che il cibo ha il sapore della sabbia. Quando Red inizia a ripetere le tabelle dei tempi, Charles Wallace viene ipnotizzato dal ritmo, consentendo a Lui di prendere il controllo della sua mente.
Mentre Meg e Calvin inseguono Red e Charles Wallace, si ritrovano in una stanza apparentemente vuota, la "Central Central Intelligence". La personalità di Charles Wallace è diversa e insulta Meg e Calvin, mentre Red si spegne e scompare. Usando gli occhiali della signora Chi, Meg scopre e poi sale su una scala invisibile verso una stanza dove suo padre è imprigionato. Dopo una riunione in lacrime, Meg porta Alex fuori dalla prigionia, ma Charles Wallace, sotto l'influenza del potere di Lui, li trascina con forza per incontrare il suo padrone. Mentre Calvin e Meg cadono sotto il potere di Lui, Alex apre un altro tesseract e si prepara a fuggire con i bambini, abbandonando Charles Wallace. Meg rifiuta e proietta fuori dal tesseract lei stessa, lasciandola sola. Quando affronta Charles Wallace, si rende conto che Lui usa l'inganno e l'odio per alimentare il suo potere. Esprimendo il suo amore per suo fratello e sfruttando la consapevolezza di essere imperfetta, Meg libera Charles Wallace e indebolisce Lui. Le tre signore si congratulano con la vittoria di Meg e lei e Charles Wallace tornano a casa.
Dopo essere tornati a casa, Meg e Charles Wallace riuniscono loro padre e loro madre e si assicurano che stiano bene. Calvin lascia Meg per parlare con suo padre, dopo averle detto alcune parole e lei, grata, fissa il cielo.

## Produzione
Nel marzo 2010 venne annunciato che la Walt Disney Pictures aveva nuovamente acquistato i diritti cinematografici del romanzo del 1963 Nelle pieghe del tempo di Madeleine L'Engle e aveva incaricato Jeff Stockwell di scrivere la sceneggiatura. Nell'agosto 2014 venne annunciato che Jennifer Lee avrebbe riscritto il film al posto di Stockwell. Nel febbraio 2016 venne annunciato che Ava DuVernay avrebbe diretto il film, divenendo la prima donna di colore a dirigere un film con un budget oltre i $100 milioni.

### Casting
Nel luglio 2016 Oprah Winfrey entrò in trattative per interpretare la signora Quale. Nel settembre 2016 Reese Witherspoon e Mindy Kaling entrarono in trattative per affiancare Winfrey nei panni della signora Cosè e della signora Chi. Nello stesso mese Storm Reid venne scelta per interpretare la protagonista Meg Murry. A ottobre si unirono al cast Gugu Mbatha-Raw e Chris Pine nel ruolo dei genitori di Meg. A inizio novembre 2016 venne annunciato il cast completo del film, composto da Zach Galifianakis nel ruolo del Medium Felice, André Holland nel ruolo del preside Jenkins, Levi Miller nel ruolo di Calvin, Deric McCabe nel ruolo di Charles Wallace e Bellamy Young, Rowan Blanchard e Will McCormack in ruoli non precisati. Poco dopo si unì al cast Michael Peña nel ruolo di Red.

### Riprese
Le riprese del film cominciarono il 2 novembre 2016 a Los Angeles. La produzione girò anche in diverse località della California, tra cui Eureka e il parco nazionale di Redwood. Nel febbraio 2017 la produzione si spostò in Nuova Zelanda, nell'Isola del Sud. Il 12 marzo 2017 DuVernay annunciò la conclusione delle riprese principali.

## Promozione
Il primo trailer venne presentato in anteprima al D23 Expo 2017, e pubblicato poco dopo online.

## Distribuzione
Il film è stato distribuito il 9 marzo 2018 negli Stati Uniti, anche in versione IMAX e in 3D, mentre in Italia è uscito il 29 marzo. Esso è disponibile per la visione in streaming sulla piattaforma Disney+.

## Accoglienza
Il film ha ricevuto recensioni miste, dove i critici hanno accusato "l'enorme uso di CGI del film e numerosi buchi nella trama" mentre alcuni "hanno apprezzato il suo messaggio per la legittimazione femminile e la diversità". Con un budget totale per produzione e pubblicità di circa 250 milioni di dollari, il film è stato un flop al box office con un incasso mondiale di 132 milioni ed una perdita per la Disney di almeno 86 milioni di dollari.